# Göthe Grefbo
Bror Göthe Ingvar Grefbo (født "Englund"; 30. oktober 1921, død 17. maj 1991) var en svensk skuespiller, der medvirkede i mere end 70 film og tv-serier mellem 1948 og 1989. Han er bedst kendt for sin rolle som politibetjenten Klang i tv-serien Pippi Langstrømpe (1969).
Grefbo var elev ved Östgötateatern fra 1947 til 1949. Navnet Grefbo antog han i forbindelse med sin indtræden der. Han fik sin filmdebut i Janne Vängmans bravader fra 1948. Sideløbende med dette var Göthe Grefbo aktiv på Dramaten mellem 1960 og 1985. Grefbo havde også job på Stockholms stadsteater i 1960'erne og 1970'erne.
Grefbo giftede sig i 1946 med kostumedesigneren Anna-Greta Olsson (1922-1991), som han fik en datter med.

## Udvalgt filmografi
- Janne Vängmans bravader (1948, ukrediteret)
- Eva (1948, ukrediteret)
- Janne Vängman på nya äventyr (1949)
- Garnisonens gæve gutter (1950, ukrediteret)
- En tilfældig pige (1952, ukrediteret)
- Farlige kurver (1952)
- Sommeren med Monika (1953, ukrediteret)
- Frie fugle (1953, ukrediteret)
- Dum Bom - En skør borgmester (1953)
- Vildfugle (1955, ukrediteret)
- Lady og Vagabonden (1955, svensk stemme)
- Nattens børn (1956)
- Skør efter noder (1956)
- Tyvernes glade dage (1958)
- Musik ombord (1958)
- Frøken Chic (1959, ukrediteret)
- Forbrydelse i Paradiset (1959, ukrediteret)
- Jaget i København (1961)
- Boghandleren som holdt op med at bade (1969)
- Pippi Langstrømpe (tv-serie, 1969)
- Eva - misbrugt af mænd (1969)
- Firmafesten (1972)
- Emil og grisebassen (1973)
- En enkel melodi (1974)
- Champagnegaloppen (1975)
- Brødrene Løvehjerte (1977)
- Mig og damerne (1983)
- Korset (tv-serie, 1985)
- Ærter og knurhår (1986)
- I lovens navn (1986)
- Kråsnålen (tv-serie, 1988)
- Det var då… (tv-serie, 1989-1990)